# Yvonne Makolo
Yvonne Manzi Makolo, est une experte rwandaise en technologies de l'information, occupant le poste de directrice générale de RwandAir, la compagnie aérienne nationale du Rwanda, depuis sa nomination le 6 avril 2018,.
Le 5 juin 2023, Yvonne Makolo, PDG de RwandAir, a pris ses fonctions de présidente du conseil des gouverneurs de l'Association du transport aérien international (IATA). Elle est devenue la 81e présidente du conseil d'administration de l'IATA et la première femme à occuper ce poste, ce qui constitue un élan dans l'initiative mondiale de l'organe visant à favoriser l'équilibre entre les sexes au sein de l'industrie aéronautique. Yvonne succède à Mehmet Tevfik Nane, président du conseil d'administration de Pegasus Airlines. Dans son discours, elle a déclaré que le fait de diriger une compagnie aérienne de taille moyenne en Afrique lui a inculqué une perspective unique sur les problèmes que les compagnies aériennes ont en commun.

## Biographie
Née en RDC, elle a émigré au Canada en 1993. En 2003, elle fait son retour au Rwanda, son pays natal. Elle et sa sœur aînée ont été élevées par leur mère célibataire, le père d'Yvonne étant décédé alors qu'elles étaient encore très jeunes. Sa sœur est la porte-parole du gouvernement rwandais, Yolande Makolo . Yvonne a suivi une formation spécialisée en technologies de l'information et a travaillé comme développeur de logiciels, au Canada et au Rwanda. Elle est titulaire d'un BA Hons de l'Université McGill au Canada et d'un diplôme d'études supérieures en technologie de l'information appliquée.

## Carrière
En 2006, elle intègre MTN Rwanda, au fil du temps, elle a gravi les échelons pour devenir directrice du marketing (CMO) et a également occupé à titre intérimaire simultanément le poste de directrice générale (PDG).
En avril 2017, lorsque le Cabinet rwandais a procédé à des changements de direction chez Rwandair, Makolo a été nommé directeur général adjoint, chargé des affaires générales. Un an plus tard, lors d'un autre changement de direction au sein de la compagnie aérienne nationale, elle est nommée au poste de directrice générale et directrice générale de Rwandair.
En novembre 2021, Makolo a été interviewé par l’Association du transport aérien international (IATA). Au cours de cette interview, on lui a demandé ce qu’il faudrait pour relancer l’aviation africaine. Elle estime que les gouvernements doivent apporter davantage de soutien à l’aviation. « Toutefois, cela n’implique pas toujours une aide financière ».
Makolo est la 81e présidente du conseil d'administration de l'IATA et la première femme à occuper ce poste. Elle siège au Conseil des gouverneurs depuis novembre 2020. Elle succède au président du conseil d'administration de Pegasus Airlines, Mehmet Tevfik Nane, qui continuera à siéger au conseil d'administration.
« Je suis honorée et heureuse d’assumer ce rôle important. L’IATA joue un rôle essentiel pour toutes les compagnies aériennes, grandes et petites, avec différents modèles commerciaux et dans tous les coins du monde. Diriger une compagnie aérienne de taille moyenne en Afrique me donne une perspective unique sur les questions que les compagnies aériennes ont en commun. Au premier plan figurent la décarbonisation, l’amélioration de la sécurité, la transformation vers une vente au détail moderne des compagnies aériennes et la garantie de disposer d’infrastructures rentables », a déclaré Makolo. « Je suis particulièrement heureuse d’assumer ce rôle alors que l’IATA lance Focus Africa dans le but d’unifier les parties prenantes du continent afin qu’ensemble nous puissions renforcer la contribution de l’aviation au développement social et économique de l’Afrique », a déclaré Makolo.

## Vie privée
Makolo est une mère de jeunes enfants.

## Prix et reconnaissances
En juin 2022, Makolo a été reconnu par l'International Hospitality Institute dans le Global 100 in Hospitality, une liste présentant les 100 personnes les plus puissantes de l'hôtellerie mondiale.